# Pítánbù
Pítánbù (毘曇部) (T.D. vol. 26-29, sezione dal n. 1536 al n. 1563). È la sezione del Canone buddista cinese che contiene la raccolta degli Abhidharma e dei loro commentari. 
- Contiene l'intero Abhidharma sarvāstivāda (六足論 pinyin: Liùzúlùn, giapp. Rokusokuron) tradotto in più puntate prima da Saṃghadeva e Guṇabhadra e infine da Xuánzàng (玄奘). È composto da:
  - Saṃgīti-paryāya attribuito a Śāriputra e tradotto da Xuánzàng nel VII sec.
  - Dharma-skandha attribuito a Maudgalyāyana e tradotto da Xuánzàng nel 650.
  - Prajñapti-śāstra attribuito a Maudgalyāyana e tradotto Dharmarakṣa.
  - Dhātukāya composto da Vasumitra e tradotto da  Xuánzàng nel 663.
  - Prakaraṇa-pāda composto da  Vasumitra tradotto prima da Guṇabhadra e Bodhiyaśas tra il 435 e il 443 e poi da Xuánzàng nel 659.
- Vijñānakāya (Trattato sulla coscienza del corpo, 識身足論, pinyin: Shìshēnzú lùn, giapp. Shikishinsokuron) composto da Devaśarman e tradotto da Xuánzàng nel 649.
In questa sezione viene riportato anche:
- Śāriputrabhidharma (舍利弗阿毘曇論,  Shèlìfú apítán lun Abhidharma di Śāriputra, T.D. 1548), trattato antichissimo che probabilmente rappresenta l'Abhidharma della scuola Dharmaguptaka, fu tradotto nel 415 da Dharmayaśas  e da Dharmagupta.
- Abhidharma-mahāvibhāṣā-śāstra o Mahāvibhāṣā (Trattato sul Grande commentario dell'Abhidharma, 阿毘達磨大毘婆沙論 pinyin: Āpídámó dà pípóshā lùn, giapp. Abidatsuma dai bibasharon), opera collettiva del II. secolo d.C., supervisionata da Vasumitra che commenta la prima sezione dell'Abhidharma sarvāstivāda, tradotto da Xuánzàng nel 656.
- Abhidharma-jñāna-prasthāna-śāstra o Jñānaprasthāna (Trattato sullo sprigionarsi della sapienza attraverso l'Abhidharma, 阿毘達磨發智論 pinyin: Āpídámó fāzhì lùn, giapp. Abidatsuma hotchi ron) composto da Kātyāyanīputra nel II secolo a.C. e tradotto da Xuánzàng nel 657. È il principale trattato sarvāstivāda, contiene tutti gli elementi dottrinali di questa scuola del Buddismo dei Nikāya indiano settentrionale
- Abhidharmakośa (Tesoro dell'Abhidharma, 阿毘達磨倶舍論本頌 pinyin Āpídámójùshèlùn běnsòng, giapp. Abidatsumakusharon honshō), opera di commento al Mahāvibhāṣā. Celebre e fondamentale opera per la storia del Buddismo (soprattutto Mahāyāna), composta da Vasubandhu nel V sec. Consiste in un commentario sarvāstivāda dove compaiono tuttavia le prime critiche sautrāntika. Fu tradotto prima da Paramārtha, poi da Xuánzàng nel 653, ed è la base dottrinale della scuola giapponese Kusha, come lo fu della scuola cinese Jùshè (倶舍宗).
- Abhidharma-Nyāyānusāraśāstra (阿毘達磨順正理論, pinyin: Āpídámó shùnzhènglǐ lùn, giapp. Abidatsuma junshōri ron), opera sarvāstivāda di Saṃghabhadra,  in risposta alle critiche sautrāntika dell'Abhidharmakośa  del suo contemporaneo Vasubandhu, tradotta da Xuánzàng nel 653.